# Joe Ø
Joe Ø är en ö i Grönland (Kungariket Danmark).   Den ligger i kommunen Qaasuitsup, i den nordvästra delen av Grönland, 1 900 km norr om huvudstaden Nuuk. Arean är 1,1 kvadratkilometer.
Terrängen på Joe Ø är platt. Öns högsta punkt är 115 meter över havet. Den sträcker sig 1,1 kilometer i nord-sydlig riktning, och 1,4 kilometer i öst-västlig riktning.